# Brachymeria hayati
Brachymeria hayati är en stekelart som beskrevs av T.C. Narendran 1989. Brachymeria hayati ingår i släktet Brachymeria och familjen bredlårsteklar. Inga underarter finns listade.